# IC 1872
IC 1872 је четворострука звијезда у сазвјежђу Персеј која се налази на листи објеката дубоког неба у Индекс каталогу.
Деклинација објекта је + 42° 48' 34" а ректасцензија 3h 4m 34,9s.